# Liste de peintres bretons
Cette liste présente les peintres bretons, originaires de Bretagne ou ayant significativement travaillé dans cette région.
- Haut – A
- B
- C
- D
- E
- F
- G
- H
- I
- J
- K
- L
- M
- N
- O
- P
- Q
- R
- S
- T
- U
- V
- W
- X
- Y
- Z

## A
- Pierre Abadie-Landel
- Yves Alix

## B
- Henri Alphonse Barnoin
- Adolphe Beaufrère
- François Bellec
- Emile Bernard
- Camille Bernier
- Paul Bloas
- Robert Bluteau
- Joseph-Félix Bouchor
- Eugène Boudin
- Jules Breton
- Étienne Buffet
- Joseph Bulfield
- Henri Buron

## C
- Maurice Cahours
- Patrick Camus
- Louis Caradec
- Ernest de Chamaillard
- Marie-Renée Chevallier-Kervern
- Pierre-Eugène Clairin
- Albert Clouart
- Jean-Georges Cornélius
- Charles Cottet
- Rene Yves Creston

## D
- Fernand Dauchot
- André Dauchez
- Geoffroy Dauvergne
- Henri Delavallee
- Eugene Delecluse
- Lucien Victor Delpy
- Maurice Denis
- Théophile Deyrolle
- Youen Durand

## E
- Paul Esbach

## F
- Louis Marie Faudacq
- Jacques-Eugène Feyen
- Augustin Feyen-Perrin
- Charles Filiger
- Lionel Floch
- Alfred-Victor Fournier
- Charles Fromuth

## G
- Louis Garin
- Paul Gauguin
- Georges Géo-Fourrier
- Charles Godeby
- Jacques Godin
- Joseph-Emile Gridel
- Marius Gourdault
- Suzanne Gueguin
- Ernest Guérin
- Alfred Guillou

## H
- Jean-Louis Hamon
- Léon Hamonet
- Emma Herland
- Emmy Leuze Hirschfeld

## J
- Max Jacob
- Yvonne Jean-Haffen
- Mathurin Janssaud
- Marcel Jacquier

## L
- Jean Émile Laboureur
- Georges Lacombe
- Charles Laval
- Xavier de Langlais
- Bernard-Marie Lauté[2]
- Jean-Pierre Le Bras
- Danielle Le Bricquir
- Henri Le Fauconnier
- Fernand Legout-Gérard
- Jean Le Moal
- Simone Le Moigne
- Louis Lemonnier
- Jean-Julien Lemordant
- Alain Le Nost
- Maurice Le Scouëzec
- Claudine Loquen
- Louis Marie Désire Lucas
- Évariste-Vital Luminais

## M
- jacques Marcelin
- Emmanuel Marcel Laurent
- Marin-Marie
- Georges Maroniez
- Henri Marret
- Alfred Marzin
- Maxime Maufra
- Mathurin Méheut
- Maurice Menardeau
- Marcel Mettenhoven
- Robert Micheau-Vernez
- Arthur Midy
- Henri Miloch
- Claude Monet
- Paul Morchain
- Henry Moret
- Maurice Moy

## N
- Jules Noël
- Michel Noury

## O
- roderick O’Connor
- Ronan Olier
- Anders Osterlind

## P
- Léon Germain Pelouse
- Jean-Bertrand Pégot-Ogier
- Paul Philippe
- Georgette Piccon
- Ferdinand du Puigaudeau

## Q
- Rene Quillivic

## R
- Émile Rocher
- Stéphane Ruais

## S
- Pierre Savigny de Belay
- Jean-Paul Savigny
- Émile Schuffenecker
- Lucien Seevagen
- Armand Seguin
- Paul Sérusier
- Jim Sevellec
- Paul Signac
- Émile Simon
- Lucien Simon
- Anne Smith

## T
- Pierre Tal Coat
- Yves Tanguy
- Sidney Lough Thomson
- Paul Thubert

## U
- Jean Urvoy

## V
- François Valentin
- Eugène Vergez
- Henri Emile Vollet

## W
- Henry de Waroquier
- Raymond Wintz
- Renée Carpentier Wintz

## Z
- Jules-Émile Zingg